# Reggae na lodzie
Reggae na lodzie (ang. Cool Runnings, 1993) – amerykański film familijny oparty na autentycznych wydarzeniach.

## Opis fabuły
Czwórka młodych Jamajczyków – Derice Bannock (Leon Robinson), Sanka Coffie (Doug E. Doug), Yul Brenner (Malik Yoba) i Junior Bevil (Rawle D. Lewis) postanawia wystąpić na igrzyskach olimpijskich, startując w bobslejach. Zatrudniają trenera – byłego amerykańskiego bobsleistę Irvinga "Irva" Blitzera (John Candy). W 1988 roku występują na XV Zimowych Igrzyskach Olimpijskich w Calgary.

## Obsada
- Leon Robinson – Derice Bannock
- Doug E. Doug – Sanka Coffie
- Malik Yoba – Yul Brenner
- Rawle D. Lewis – Junior Bevil
- John Candy – Irving "Irv" Blitzer
- Kristoffer Cooper – Winston
- Peter Outerbridge – Josef Grull
- Winston Stona – Pan Coolidge
- Charles Hyatt – Whitby Bevil - tata Juniora
- Bertina Macauley – Joy Bannock
- Pauline Stone Myrie – Mama Sanki